# That’s Me
A That's Me (eredetileg ("Coachman's Farm") című dal a svéd ABBA 1977 július 25-én kizárólag Japánban megjelent kislemeze. A kislemez B. oldalán a korábban kimásolt Money, Money, Money című dal található. A kislemez az Arrival albumon található, mely a Japán lista 75. helyéig jutott. A korábbi 1976-os kiadásokon  a kislemez B oldalára a Dancing Queen került.
A dal megjelenésének 40. évfordulója alkalmából egy 7 inches limitált picture disc kislemez is megjelent 2016 október 7-én a Polar Music kiadásában. A dal a That's Me és Dancing Queen dalokat tartalmazza.

## Megjelenések
7"  'Japán Discomate – DSP-115
- A	That's Me (ザッツ・ミー) 3:15
- B	Money, Money, Money (マネー・マネー・マネー) 3:06

## Feldolgozások
- A román énekes Angela Similea a dal instrumentális változatát rögzítette 1978-ban a Romániai Szimfonikus zenekarral. (Simfonia iernii)[5]
- Az Arrival nevű csapat 1999-es First Flight emlékalbumán szerepel a dal.[6]
- A dal dance változata a 2001-es japán ABBA Ibiza Caliente Mix válogatás lemezén is hallható Sabu előadásában.